# Arvo Helminen
Arvo Heimo Helminen, född 10 maj 1903 i Helsingfors, död 15 december 1988, var en finländsk jurist. 
Helminen som var son till juris doktor Heimo Helminen och Helene Louise Aminoff, blev student 1921, juris kandidat 1927, vicehäradshövding 1930 och juris licentiat 1948. Han var kanslist vid Åbo hovrätt 1933–1936, notarie 1936–1937, fiskal 1937–1946, assessor 1946–1948, domhavande i Helsinge domsaga 1948–1959 och i Esbo domsaga från 1959. Han var justitieminister (opolitisk) i Karl-August Fagerholms och V.J. Sukselainens regeringar 1956–1957.
Helminen var auditör 1940–1943, e.o. överauditör 1943-1945, tillförordnad häradshövding i Borgå domsaga 1931–1932, i Ålands domsaga 1936 och i Tusby domsaga 1937. Han var sekreterare i Häradshövdingarnas förening i Finland från 1949, viceordförande 1959–1962, ordförande från 1962, viceordförande i Finlands Domarförbund från 1965, i Juridiska föreningens centralavdelning från 1965, styrelsemedlem i Nordiska Juristmötets lokalavdelning i Finland från 1963. Han skrev artiklar i Juridiska föreningens tidskrift och Lakimies. Han tilldelades lagmanstitel 1959.